# Semanotus puncticollis
Semanotus puncticollis là một loài bọ cánh cứng trong họ Cerambycidae.